# Vitorlázás a 2020. évi nyári olimpiai játékokon
A 2020. évi nyári olimpiai játékokon a vitorlázás versenyeit július 25. és augusztus 4. között rendezték meg. Összesen 10 versenyszámban avattak olimpiai bajnokot.

## Éremtáblázat
(A táblázatokban Magyarország sportolói eltérő háttérszínnel, az egyes számoszlopok legmagasabb értéke vagy értékei vastagítással kiemelve.)
| A 2020. évi nyári olimpiai játékok éremtáblázata vitorlázásban | A 2020. évi nyári olimpiai játékok éremtáblázata vitorlázásban | A 2020. évi nyári olimpiai játékok éremtáblázata vitorlázásban | A 2020. évi nyári olimpiai játékok éremtáblázata vitorlázásban | A 2020. évi nyári olimpiai játékok éremtáblázata vitorlázásban | Olimpia  |
| -------------------------------------------------------------- | -------------------------------------------------------------- | -------------------------------------------------------------- | -------------------------------------------------------------- | -------------------------------------------------------------- | -------- |
|                                                                | Ország                                                         | Arany                                                          | Ezüst                                                          | Bronz                                                          | Összesen |
| 1.                                                             | Nagy-Britannia (GBR)                                           | 3                                                              | 1                                                              | 1                                                              | 5        |
| 2.                                                             | Ausztrália (AUS)                                               | 2                                                              | 0                                                              | 0                                                              | 2        |
| 3.                                                             | Hollandia (NED)                                                | 1                                                              | 0                                                              | 2                                                              | 3        |
| 4.                                                             | Kína (CHN)                                                     | 1                                                              | 0                                                              | 1                                                              | 2        |
| 5.                                                             | Brazília (BRA)                                                 | 1                                                              | 0                                                              | 0                                                              | 1        |
| 5.                                                             | Dánia (DEN)                                                    | 1                                                              | 0                                                              | 0                                                              | 1        |
| 5.                                                             | Olaszország (ITA)                                              | 1                                                              | 0                                                              | 0                                                              | 1        |
|                                                                |                                                                |                                                                |                                                                |                                                                |          |
| 8.                                                             | Franciaország (FRA)                                            | 0                                                              | 2                                                              | 1                                                              | 3        |
| 9.                                                             | Svédország (SWE)                                               | 0                                                              | 2                                                              | 0                                                              | 2        |
| 10.                                                            | Németország (GER)                                              | 0                                                              | 1                                                              | 2                                                              | 3        |
| 11.                                                            | Horvátország (CRO)                                             | 0                                                              | 1                                                              | 0                                                              | 1        |
| 11.                                                            | Lengyelország (POL)                                            | 0                                                              | 1                                                              | 0                                                              | 1        |
| 11.                                                            | Magyarország (HUN)                                             | 0                                                              | 1                                                              | 0                                                              | 1        |
| 11.                                                            | Új-Zéland (NZL)                                                | 0                                                              | 1                                                              | 0                                                              | 1        |
|                                                                |                                                                |                                                                |                                                                |                                                                |          |
| 15.                                                            | Spanyolország (ESP)                                            | 0                                                              | 0                                                              | 2                                                              | 2        |
| 16.                                                            | Norvégia (NOR)                                                 | 0                                                              | 0                                                              | 1                                                              | 1        |
|                                                                |                                                                |                                                                |                                                                |                                                                |          |
| Összesen                                                       | Összesen                                                       | 10                                                             | 10                                                             | 10                                                             | 30       |

## Érmesek

### Férfi
| A 2020. évi nyári olimpiai játékok érmesei férfi vitorlázásban |                                                        |                                                       |                                                        |
| Versenyszám                                                    | Arany                                                  | Ezüst                                                 | Bronz                                                  |
| Szörfvitorlázás                                                | Kiran Badloe · Hollandia (NED)                         | Thomas Goyard · Franciaország (FRA)                   | Pi Kun (Bi Kun) · Kína (CHN)                           |
| Laser                                                          | Matthew Wearn · Ausztrália (AUS)                       | Tonči Stipanović · Horvátország (CRO)                 | Hermann Tomasgaard · Norvégia (NOR)                    |
| Finn dingi                                                     | Giles Scott · Nagy-Britannia (GBR)                     | Berecz Zsombor · Magyarország (HUN)                   | Joan Cardona Méndez · Spanyolország (ESP)              |
| 470-es osztály                                                 | Ausztrália (AUS) · Mathew Belcher · William Ryan       | Svédország (SWE) · Anton Dahlberg · Fredrik Bergström | Spanyolország (ESP) · Jordi Xammar · Nicolás Rodríguez |
| 49er osztály                                                   | Nagy-Britannia (GBR) · Dylan Fletcher · Stuart Bithell | Új-Zéland (NZL) · Peter Burling · Blair Tuke          | Németország (GER) · Erik Heil · Thomas Plößel          |

### Női
| A 2020. évi nyári olimpiai játékok érmesei női vitorlázásban |                                                       |                                                           |                                                           |
| Versenyszám                                                  | Arany                                                 | Ezüst                                                     | Bronz                                                     |
| Szörfvitorlázás                                              | Lu Jün-hsziu (Lu Yunxiu) · Kína (CHN)                 | Charline Picon · Franciaország (FRA)                      | Emma Wilson · Nagy-Britannia (GBR)                        |
| Laser radial                                                 | Anne-Marie Rindom · Dánia (DEN)                       | Josefin Olsson · Svédország (SWE)                         | Marit Bouwmeester · Hollandia (NED)                       |
| 470-es osztály                                               | Nagy-Britannia (GBR) · Hannah Mills · Eilidh McIntyre | Lengyelország (POL) · Agnieszka Skrzypulec · Jolanta Ogar | Franciaország (FRA) · Camille Lecointre · Aloïse Retornaz |
| 49erFX osztály                                               | Brazília (BRA) · Martine Grael · Kahena Kunze         | Németország (GER) · Tina Lutz · Susann Beucke             | Hollandia (NED) · Annemiek Bekkering · Annette Duetz      |

### Vegyes
| A 2020. évi nyári olimpiai játékok érmesei vitorlázásban |                                                   |                                                  |                                                      |
| Versenyszám                                              | Arany                                             | Ezüst                                            | Bronz                                                |
| Nacra 17                                                 | Olaszország (ITA) · Ruggero Tita · Caterina Banti | Nagy-Britannia (GBR) · John Gimson · Anna Burnet | Németország (GER) · Paul Kohlhoff · Alica Stuhlemmer |